# Галлифрей
Галлифрей (англ. Gallifrey) — родная планета Повелителей Времени (из фантастического сериала «Доктор Кто»). Она предположительно находится в самом центре Созвездия Дома, Низшим Расам известного как созвездие Кастерборус (которое названо в честь астролога, написавшего «Наша Судьба в Звёздах»), в «Млечном Пути с координатами 10 0 11 00 / 2 от нулевого центра галактики» («Пирамиды Марса», 1975), за двести пятьдесят миллионов световых лет от Земли, что десять минут на ТАРДИС (фильм 1996 года). Во время первого десятилетия существования сериала родная планета Доктора не идентифицировалась, её имя не называлось. Впервые это было показано в серии «Военные игры» (1969), и впервые планета была названа в серии «Воин времени» (1973). Никогда не пояснялось, «когда» Галлифрей находится. Так как планета в том числе обширна в смысле путешествий во времени, вполне понятно, что она может существовать где угодно в прошлом или будущем относительно нашего настоящего. Хотя Одиннадцатый Доктор в ответ на замечание Эми Понд о том, что он похож на человека, отвечает: «Это ты похожа на Повелителя Времени, мы появились раньше».
Система планет Галлифрея состоит из пяти планет: Галлифрей, Карн, замёрзший газовый гигант Поларфрей, Kasterborous the Fibster (астероид) и ещё одна неизвестная планета. Галлифрей и Карн — вторая и третья планеты в системе. Карн находится в нескольких миллиардах миль от Галлифрея и имеет население не больше нескольких миллионов. Гравитация, радиус орбиты, тип планеты, давление, температура и уровень кислорода на Галлифрее такие же, как и на Земле. У Галлифрея есть луна, Pazithi Gallifreya, обращающаяся вокруг Галлифрея за 27 дней. Она медного цвета и видна даже при солнечном свете. Существует ещё несколько искусственных спутников, которые также можно увидеть при дневном свете.
В её честь названа макула Галлифрей на Хароне.

## Природа
Из космоса Галлифрей выглядит как жёлто-оранжевая планета. На ней три маленьких океана (которые когда-то были довольно большими) и несколько морей, но вода занимает меньше половины планеты. Ночью (возможно, и днём) небо оранжевое и на нём часто появляются фиолетовые, зелёные и жёлтые отблески. 
Природа планеты чем-то напоминает земную. Основную часть фауны составляют мелкие млекопитающие, похожие на коал и грызунов. На Галлифрее более 24 сезонов, но они настолько похожи, что многие считают, что сезонов нет вообще. В атмосфере нет аргона. Южная часть Галлифрея дикая и красивая. 
Большая часть планеты — раскалённые пустыни (с оранжевым песком) и горы. Есть несколько лесов и золотых полей, но они занимают меньшую часть поверхности. 
Самая высокая гора Галлифрея — гора Кадон, из которой берёт начало река Кадонфлуд. Эта серо-зелёная гора своей заснеженной вершиной выходит за пределы атмосферы. Она располагается рядом с Капитолием. Рядом с Капитолием есть порт. Река Лет находится недалеко от горы Кадон, но большинство рек высохли.
В далёком прошлом на Галлифрее обитали динозавроподобные существа — гаргантозавры. 
Атмосфера оранжевого цвета. «Внучка» Доктора — Сьюзан — описывала Галлифрей как имеющий яркие с серебряными листьями деревья и жгуче-оранжевое небо. Похоже, что имеется в виду что-то вне города, как в серии «Временное вторжение», хотя галлифрейское небо в выпуске «Пять Докторов» (1983) представляется голубым и похожим на земное.
Трава красная, как вспоминал Мастер в серии «Конец времени». На планете произрастают деревья Кадонвуд с серебристыми листьями, также есть мадевиния аридоза — цветок, произраставший в пустынях Галлифрея. Цветы мадевинии аридозы имеют маленькие бархатные красные лепестки с неровными краями. Они расцветали после дождя. Ещё помимо этого есть галлифрейский цветок воспоминания. Он имел 6 лепестков золотисто-жёлтого цвета. В галлифрейской культуре он был символом смерти.

## Цивилизация
Галлифрей — планета, закрытая от центральных космических путей по требованию Галлифрейского Космического Контроля Уличного Движения, так как они проходили сквозь их систему.
Планета окружена непроницаемым силовым полем, называемым «трансдуктивным барьером». Это мешает всем, кто снаружи (с враждебными или любыми другими намерениями) приближаться к планете и позволяет Повелителям Времени поддерживать свой статус абсолютной нейтральности. Это также позволяет им наблюдать за действиями остальной Вселенной без фактического участия в деле. Барьер был пробит в результате саботажа во время одного происшествия с сонтаранцами («Временное вторжение», 1978).
«Галлифрей» также и название столицы планеты, Цитадели, в которой находится Капитоль Повелителей Времени. Капитоль также известна как Паноптикон, под которым хранится Глаз Гармонии. Глаз Гармонии — имя, данное Повелителями Времени артефакту, созданному из чёрной дыры. Он обеспечивает практически всю энергию их родной планете, Галлифрею, а также мощность, необходимую для путешествий во времени («Три Доктора», 1973). Все машины времени Повелителей — ТАРДИС — черпают свою силу из него (телефильм «Доктор Кто»). Также в Капитолии расположена Матрица, громадная экстрапространственная компьютерная сеть, действующая как хранилище всех знаний Повелителей Времени и памяти мёртвых Повелителей («Беспощадный убийца», 1976).
Снаружи города находится свалка, где «внешние» Повелители Времени, выпавшие из общества остальных, живут в малотехнологичных общинах. Отбросы Галлифрея включают в себя и Мёртвую зону, площадь, использовавшуюся первыми Повелителями как гладиаторская арена, где были различные виды существ, похищенные из соответствующих временных зон друг другом (кроме далеков и киберлюдей, по тому соображению, что они слишком опасны для «использования»). В Мёртвой зоне стоит гробница Рассилона, основателя общества Повелителей Времени («Пять Докторов»).

## История
По легендам вселенной сериала галлифрейцы — первая разумная раса в ней.

### Первые появления
Глаз Гармонии впервые был упомянут в эпоху Четвёртого Доктора, в серии «Беспощадный убийца» (1976), где был раскрыт как источник силы, питающий Галлифрей. Соответственно древним записям, Глаз был ядром чёрной дыры, которое легендарный Повелитель Времени Рассилон захватил и поместил между цитаделью Повелителей (известной как Паноптикон) на Галлифрее в условии совершенной сбалансированности так, что пока Глаз существует, сила Повелителей будет неисчерпаема. Как бы то ни было, Глаз находился там так долго, что превратился в легенду: до того, как Четвёртый Доктор и Мастер обнаружили Глаз в серии «Беспощадный убийца», Повелители уже забыли месторасположение Глаза, немного даже веря, что он миф или больше не существует. Как показано в этом эпизоде, Глаз был связан с двумя другими галлифрейскими артефактами — Поясом Рассилона и Великим Ключом Рассилона. Первый был необходим для безопасного и надёжного контроля Глаза Гармонии без риска быть в него втянутым, а Ключ был эбонитовым стержнем, который мог использоваться для осушения энергии из Глаза. Великий Ключ позже был переименован в Стержень Рассилона («Временное вторжение», 1978), чтобы отличаться от другого Великого Ключа, компонента дематериализующего ружья. Также в серии «Беспощадный убийца» Мастер пытался использовать Глаз, чтобы получить новые возможности регенерации.

### Омега и Рассилон
Поочередно в серии «Три Доктора» (1973) были представлены и другие фигуры из истории Повелителей Времени: Омега был солнечным инженером, пытавшимся обеспечить источник энергии для экспериментов путешествий во времени для Повелителей, обуздав силу сверхновой. Тем не менее это, по-видимому, убило Омегу и создало чёрную дыру. Что никому не было известно, так это то, что Омега не умер, но просто попал в ловушку по ту сторону чёрной дыры в антиматериальную вселенную. Рассилон позже сумел связаться с Омегой и удачно завершить эксперимент.

## Ранние галлифрейцы
Древние галлифрейцы произошли не от обезьян. Раньше они имели только одно сердце, и многие смерти происходили из-за того, что сердце отказывало. У них была обходная дыхательная система, которая делала их устойчивыми ко многим формам анестезии (кроме хлороформа) и удушению. Они умели задерживать дыхание на несколько часов, если при этом много не двигались. Кровь, гормоны и феромоны древних галлифрейцев сильно отличались от современных. Обычно они не могли вступать в половую связь с людьми. У их детей тоже были молочные зубы, но взрослели дети намного медленнее человеческих. Могли пройти сотни лет, прежде чем галлифреец становился взрослым. Одиннадцатилетний галлифреец выглядел как восьми-девятилетний землянин, а шестнадцатилетний выглядел как земной подросток. Дальнейшее их старение происходило невероятно медленно — сорокавосьмилетний мог выглядеть как восемнадцатилетний землянин. Галлифрейцы в подростковом возрасте нуждались в таком же количестве пищи, как и земные подростки, если не больше. Также молодые галлифрейцы спали немного больше, чем многие земляне, но после того, как они достигали Первой Зрелости и обучались контролировать своё тело, им нужно было всего один-два часа сна в день. Они жили около трёхсот лет. Женщины были намного выше мужчин (это изменилось после создания фабрик), также у них были хорошо развиты мускулы. В молодости (около 16), когда галлифрейские телепатические способности ещё развивались, они были уязвимы для сильных эмоций. Иногда это вызывало психическую обратную связь, усиливающую эмоции и причиняющую боль. Все взрослые на планете имели постоянную телепатическую связь благодаря одному органу в гипоталамусе, что считалось величайшим проклятием галлифрейской цивилизации. Каждую тысячу лет рождался Индивидуал. Индивидуалы могли закрыть свой разум от телепатии и других псионических воздействий. В молодости они также могли хорошо управлять временем. Повзрослев, Индивидуалы часто становились великими философами, учёными и открывателями. Многие становились Героями. Древние галлифрейцы были очень чувствительны ко времени и его движениям.

## Современные галлифрейцы
Из всего населения Галлифрея только около 10 % составляют женщины. Проклятие Пифии сделало почти всех галлифрейцев бесплодными. Некоторые даже «влюбляются» и «женятся». Почтенное Центральное Руководство Населением определяет количество родственников для каждого Дома.
Создание галлифрейца — довольно сложный процесс. Миллионы тончайших нитей соединяют исходный материал и биодату. Несколько дней витки информации текут по этим нитям и образуют сеть. Из этой сети и формируются галлифрейские дети. Такие дети имеют проблемы с грамматикой, но могут ходить уже сразу после появления. Они изучают квантовую механику в детской школе. Они читают книги-брошюры в четырёх измерениях, такие как «Книга-брошюра каждого галлифрейского ребёнка о жутких созданиях из другого измерения» и «История нашей планеты». Их учат жить и правильно вести себя в обществе. В пять лет дети невероятно умны, но девяностолетние всё ещё считаются детьми. В возрасте шестидесяти лет они изучают три-биофизику. Некоторые детские игры могут касаться внегалактических космических путешествий. Галлифреец не считается взрослым, пока не достигнет двухсотлетия. Многие галлифрейцы посещают свои отделения в Академии Времени, даже если они не были отобраны для того, чтобы стать Повелителями Времени.

## Физиология галлифрейцев

### Основная биология
У галлифрейцев дублируются некоторые органы. У них на два ребра больше, чем у людей. То, что у людей только в одном (в двух) экземпляре, у них в двух (или даже иногда в четырёх). Кроме двух дополнительных рёбер, галлифрейский скелет практически идентичен человеческому. Но они имеют только одну печень. Внутренняя температура их тела примерно 15-16 градусов Цельсия, хотя температура кожи лишь немного ниже человеческой нормы. Галлифрейцы считают, что в комнате с температурой около 20 градусов невероятно жарко. Несмотря на это, взрослые галлифрейцы могут выносить экстремальную температуру как ниже нуля, так и выше. Они могут оставаться в сознании при температуре −270 °C в космосе около шести минут и выносить двухсотградусную жару около трёх минут. 
У них больше одного желудка, и, несмотря на это, они меньше страдают от голода, чем люди. Их метаболизм близок к человеческому, и они могут есть ту же еду. Некоторые галлифрейцы могут использовать свои желудки для обработки человеческой РНК и создания галлифрейского эквивалента. Они также могут легко обходиться без еды несколько недель и периодически сидеть, задумавшись на несколько дней, без еды и воды. 
Галлифрейцы не пьянеют и не страдают от воздействия галлюциногенных веществ, если, конечно, не хотят этого, поэтому они могут спокойно выпить десять пинт пива. 
У галлифрейцев нет простаты. 
Они могут контролировать рост и местоположение волос, могут заставить волосы расти быстрее или остановить их рост совсем. Их кожа имеет дополнительные подкожные слои, что делает её устойчивой к радиации, физическому повреждению, ожогам и загару. Галлифрейцы могут создавать специальные барьеры вокруг носа, ушей и глаз, предотвращающие от проникновения веществ на молекулярном уровне. Это позволяет им оставаться в сознании в течение шести минут и выживать до двадцати минут в космосе без защиты. Они могут оставаться в сознании под воздействием сил притяжения, которые могут убить человека.
Они могут войти в транс, в котором дыхание, сердцебиение и мозговая активность сведены к абсолютному минимуму. Находясь в этом трансе, Повелитель Времени может обдумывать сложные планы и мысли, не отвлекаясь на внешние раздражители. Двадцать минут в таком состоянии равняется восьми часам человеческого сна, поэтому им и нужно всего около часа сна каждые два дня. Галлифрейцы редко видят сны, но когда это происходит, им снится выбор следующего тела, способность летать, превращение в женщину (мужчину) или вынашивание ребёнка.

### Генетика
У галлифрейцев тройная спираль ДНК, так же как и ТНК. У них 69 хромосом, разделённых на 23 гомогенных триады. Повелители Времени уязвимы для некоторых земных вирусов вроде гриппа, лихорадки и простуды. До того как проклятие Пифии пало, почти все галлифрейцы были бесплодны. Каждый галлифреец имеет фрагмент биодаты, который извлечён и хранится у Координатора Матрицы и доступен только ему, Кастеллану и членам Высшего Совета. Передача кому-либо фрагмента считается предательством. В Архиве хранится несколько миллионов фрагментов Повелителей Времени, но всего около 153,846 их разумов загружено в Матрицу. Фрагменты имеют свой цветовой код.

### Нервная система
Мозг Галлифрейцев зелёного цвета и гораздо крупнее человеческого. У них есть Суперганглий (ганглий — нервный узел), который позволяет им перепрограммировать и переупорядочивать нервные цепи. Помимо всего прочего это позволяет им разделять работу полушарий их мозга. Они также могут отключать части мозга, тем самым избавляясь на время от различных ощущений. 
Галлифрейцы гораздо чувствительнее к изменению магнитных полей, чем многие другие гуманоиды. 
В основе их мозга есть отдельная доля, называющаяся Автономный Мозг, которая отвечает за всё тело и моторные функции. Это освобождает остальную часть мозга для чисто интеллектуальных дел, вследствие чего галлифрейцы могут обдумывать около 7432 мыслей за несколько минут. 
Из-за долгого периода жизни галлифрейцам нужно стирать некоторые воспоминания каждые несколько тысяч лет. Они обычно кладут на хранение самые важные воспоминания, используя телепатические цепи. 
Галлифрейцы имеют пучок нервов, проходящий вдоль левой ключицы, позволяющий им полностью контролировать метаболизм. Удар по этому пучку приведёт к потере сознания. Галлифрейца без сознания можно привести в себя парами нагретых свободных радикалов, антиоксидантов и танином (чайные испарения).
Галлифрейцы отлично видят в темноте. Они могут переключать своё зрение за пределы обычного визуального спектра и видеть около 170 различных уровней электромагнитного спектра, включая некоторые оттенки ультрафиолета. Реакции их зрачков очень отличаются от человеческих, и галлифрейцы могут читать на сверхчеловеческом уровне. Их рефлексы почти в десять раз быстрее человеческих, и некоторые галлифрейцы могут написать около 30 000 слов примерно за два часа. Галлифрейские слух и обоняние гораздо острее человеческих, и некоторые галлифрейцы могут определить биохимический состав того, что они едят, включая идентификацию группы крови.
Сельдерей считается сильным тонизирующим средством на Галлифрее. 
Многие галлифрейцы имеют ошеломительные способности к имитации голоса, поэтому голосовые замки практически не используются.

### Сердечно-сосудистая система
Первые галлифрейцы появлялись на свет с одним сердцем. Когда они впервые регенерировали, у них вырастало второе, являющееся зеркальным отражением первого. Современные галлифрейцы рождаются с двумя сердцами и превосходно их контролируют во время регенерации. Каждое сердце обычно бьётся со скоростью 60 раз в минуту. Двойной пульс 170 ударов в минуту считается более-менее нормальным. Скорость каждого сердца может варьироваться, и галлифреец может остановить оба сердца и имитировать смерть на несколько часов. 
Давление у галлифрейцев обычно 70/70. Их кровь темнее человеческой, она красно-оранжевого цвета и имеет множество необычных кислот. Дыхательный пигмент не использует гемоглобин, но имеет некоторые структурные характеристики человеческого гемоглобина. Кровь не имеет типа в связи с её регенеративными свойствами и является постоянным генетическим потоком. Из-за её уникальной природы её можно без проблем переливать человеку. Реципиент (человек, которому эту кровь перелили) будет чувствовать большой прилив энергии, возможно из-за того, что галлифрейская кровь переносит кислород гораздо быстрее человеческой. 
Лёгкие галлифрейцев могут поглощать все до единой молекулы кислорода. Галлифрейцам нужно всего четверть того количества кислорода, которое нужно человеку, для нормального функционирования, и потому они обычно делают около четырёх вдохов в минуту. Они могут задерживать дыхание на несколько минут или входить в транс, чтобы понизить нужду в кислороде и таким образом задерживать дыхание на несколько часов. Галлифрейцы имеют обходную дыхательную систему и двойную сердечно-сосудистую. Когда они используют обходную дыхательную систему, она закрывает основные дыхательные пути и делает их очень стойкими ко многим формам анестезии, эфиру, цианиду, удушению и писклявому голосу от гелия. Они теряют обоняние, когда зависят от обходной дыхательной системы. Когда галлифреец достигает тысячелетнего возраста, его обходная дыхательная система становится менее надёжной и есть вероятность, что он не сможет избавиться от её воздействия. Галлифрейцы также более устойчивы к отравлению ртутью.

### Псионика
Существует «вежливое прикосновение к разуму», позволяющее галлифрейцам узнавать друг друга, когда бы они ни встретились. Они страдают от психической отдачи, их лихорадит и начинаются головные боли, когда их телепатические способности возрастают. Галлифрейцы могут использовать прикосновение для установления телепатического контакта. Каждый Повелитель Времени вырабатывает артронную энергию, по которой другой Повелитель Времени может определить его возраст и личность. Энергия, которой они обладают, возрастает с каждой минутой, которую они проводят, проходя через Временную Воронку. Галлифрейцы могут использовать процесс, называемый Захват Души, для того чтобы забрать воспоминания умирающего соратника.

### Регенерация
Тела галлифрейцев наполнены самокопирующимися биогенными молекулами (известными как Вирус Бессмертия или Наследие Рассилона), которые непрерывно работают для того, чтобы восстанавливать и удалять повреждённые и больные клетки. Поэтому признаки старения у Повелителей Времени проявляются через несколько сотен лет. Эти биогенные молекулы подобны симбиотическим ядрам, они дают галлифрейцам симбиотическую самовосстанавливающуюся клеточную структуру. Их тела быстро избавляются от инородных тел и довольно быстро заживают. Многие повреждения могут быть вылечены фактически за день погружением в целебный транс. Невероятно сильная боль может автоматически вызвать целебный транс, в остальных случаях нужна тренировка. Сломанная нога заживает около четырёх дней, пулевое ранение без летального исхода заживает за день (пулю нужно предварительно достать из тела). Легкое пулевое ранение (если слегка задело) заживает за несколько часов. Дырка от пули, проходящая сквозь лобную долю, сломанный нос, челюсть, бедро и ключица заживают шесть месяцев. 
В трансе галлифрейцы также могут выборочно отращивать части тела. Скорость заживления может быть увеличена, если галлифреец находится рядом или внутри ТАРДИС. Находящийся в трансе галлифреец может показаться мёртвым большинству гуманоидов, но другие галлифрейцы узнают, что он жив. Температура тела падает ниже нуля так быстро, что иногда тело покрывается инеем. Несмотря на это, одно сердце продолжает работать, делая один удар каждые десять секунд. В трансе организм галлифрейцев может переработать многие виды ядов и наркотиков. Они могут пережить падение с шестидесятиметровой высоты, благодаря комбинации расслабления тела, клеточному распаду и восстановлению. За несколько месяцев галлифреец может вырастить новое сердце (замещающее одно из старых). Они также могут отрастить новую конечность.
Если тело теряет какой-то жизненно важный орган, Лимбическая (или Линдальная) железа вырабатывает гормон Линдос, вызывающий регенерацию. Некоторые Повелители Времени способны самостоятельно вызвать свою регенерацию. Используя специальную медитативную технику, галлифреец может отложить регенерацию на несколько часов или даже дней. Когда это происходит, постоянно движущиеся самокопирующиеся биогенные молекулы перестраивают тело и при этом происходит интенсивное биологическое извержение артронной энергии. Используя эту энергию, каждая молекула в каждой клетке перестраивается и замещается, полностью обновляя и восстанавливая тело и (в меньшей степени) разум.
Третья полоса в спирали ДНК содержит информацию о регенеративных процессах внутри галлифрейского биоплазматического поля, окружающего их тела. Во время регенерации эта информация передаётся биогенным молекулам. Были такие случаи, когда два галлифрейца оказались в одинаковых телах. Вообще регенерация — довольно взбадривающий и поднимающий настроение процесс, чем-то напоминающий езду на очень большой скорости. В идеале все регенерации должны происходить в слабом телепатическом поле. В конце регенерации бессознательный галлифреец приходит в себя благодаря автоматически включающемуся электроэнцефалическому шоку. Регенерация часто вызывает провалы в памяти. Во время регенерации копия прошлой личности помещается в область памяти для дальнейшего перемещения в Матрицу. Некоторые Повелители Времени первого класса могут выполнить ретро-регенерацию и временно восстановить опыт и личность одной из своих прошлых инкарнаций. Телепатические механизмы ТАРДИС могут помочь в этом.
Некоторые источники предполагают, что Повелители Времени — единственные галлифрейцы, способные регенерировать, хотя другие говорят, что регенерация доступна каждому галлифрейцу. Вопреки всеобщему мнению, Повелители Времени могут менять пол при регенерации в независимости от того, покончили ли они с собой или нет. Анестезия может отложить или помешать регенеративному процессу и вызвать амнезию. До недавнего времени регенерация была довольно рискованным процессом. Во время неё тело галлифрейца может смешаться с инородной биодатой и получится другой вид. Поэтому после регенерации галлифреец может обнаружить, что стал наполовину человеком. Эта проблема была решена в последние несколько тысяч лет. Галлифрейцы из Дома Новой Крови имеют удивительный контроль над регенерацией. Некоторые даже способны на время изменить свой генетический состав для того, чтобы обмануть генетические сканеры. Это позволяет им примерять несколько разных генетических шаблонов (и внешностей) во время регенерации. Этой технике можно научить другого галлифрейца, но с небольшим успехом.
В первые 15 часов регенерации галлифреец имеет достаточно остаточной клеточной энергии для того, чтобы вырастить новую часть тела, например руку. Эта новая часть тела действует так, чтобы с ней не случилось то же, что с её предшественницей. Недолго после регенерации галлифреец зачастую обладает сверхчеловеческой силой и скоростью. У него также эксцентричное, весьма чудаковатое и очень переменчивое настроение. Оба этих эффекта обычно проходят в течение четырёх дней.
Ослепший Повелитель Времени может восстановить зрение после регенерации, если нервные пути, контролирующие зрение, не повреждены. Галлифреец, регенерирующий после обезглавливания, отрастит новую голову. Галлифреец, несколько минут подвергавшийся воздействию космического вакуума, оставшийся без обоих сердец, регенерировать не может. Также если повреждение тела очень серьёзные, то регенерацию запустить не возможно так как сил у мёртвых клеток просто нет. Для галлифрейцев, не прошедших Первую Зрелость (подростки), регенерировать очень опасно. Поэтому галлифрейцам обычно запрещено регенерировать до достижения 500 лет. Их учат контролировать регенерацию в Академии. Разговоры о регенерации для галлифрейцев сродни разговорам о сексе для людей (не этично). На Галлифрее регенерация обычно планируется за месяцы, а то и годы до того, как произойдёт. Без медицинской поддержки регенерация может оборваться на половине и оставить галлифрейца в виде монстра с множеством конечностей.
После двенадцати регенераций биогенные молекулы начинают отмирать. Галлифрейцы ограничены тринадцатью телами, потому что их разум и тело могут выдержать напряжение лишь двенадцати регенераций. Каждое тело может жить несколько веков, и галлифрейцам нужно регенерировать примерно каждую тысячу лет. Но последние несколько инкарнаций обычно не так живучи, как ранние тела. Возможно «пополнить» регенерационный цикл, но это можно сделать только с разрешения Высшего Совета и требует огромного количества артронной энергии.
При подготовке к первой регенерации их тела становятся очень слабыми. Нужны галлифрейские технологии (такие как ТАРДИС) или помощь, чтобы гарантировать выживание во время регенерации. Метаморфические Регенераторы Симбиоза и Нулевая Комната могут помочь при повреждениях во время регенерации.

### Смерть
Галлифрейцы умирают в конце жизни после 12-й регенерации. 750—850 лет считается аналогом достижения среднего возраста. Они выбирают свой День Смерти между 7 000 и 12 000 лет. Они обычно проводят свои последние годы в медитации. Все галлифрейцы могут заставить себя жить неопределённо долго. Когда они выбирают свой Смертный День, многие галлифрейцы устраивают масштабные церемониальные похороны (с множеством Цветков Памяти). Все погибшие разумы должны содержаться в Широкой Панатропической Вычислительной Сети (ШПВ) (известной как Сад Воспоминаний) Матрицы. Это делается либо в момент смерти электрическим сканированием мозга, либо после, в погребальных урнах. Галлифрейцы также могут использовать «Захват Души», чтобы забрать «разум» умирающего. Попав в ШПВ (АРС), они живут вечно. Тела погибших галлифрейцев погребаются в склепах под их Домами, где они быстро распадаются на отдельные вещества, а затем на случайные молекулы. При некоторых обстоятельствах полное разложение на атомы может произойти в течение минуты после смерти, что было показано в сериале в конце эпизода «Последний Повелитель Времени», когда по собственному желанию не регенерировал Мастер. Повелитель Времени погибнет, если его серьёзно ранить во время регенерации.

## Текущий статус
В эпизоде «Конец времени» выясняется, что Повелители Времени планировали выбраться из ловушки Войны Времени и разрушить ограничение времени, лежащее на них. Для этого в голову Мастеру был внедрен «ритм четырёх» (сердцебиение Повелителя времени) — сигнал, с помощью которого Рассилон нашёл дорогу через брешь в реальности и смог вернуть Галлифрей в наше время. Однако, благодаря объединённым усилиям Доктора и Мастера, брешь закрылась обратно, образовав бесконечную череду парадоксов. Сигнал, который должен был вывести Повелителей Времени из ловушки, сам оказался внутри неё. Таким образом, Галлифрей вернулся на место.
Но в эпизоде «День Доктора», приуроченном к 50-летию сериала, было показано, что Доктор не уничтожил Галлифрей, как считалось, а спас его, объединившись со всеми своими воплощениями и отправив в карманную вселенную. Однако из-за неправильных временных линий все Доктора, кроме Одиннадцатого и Двенадцатого, забыли об этом, поэтому Военный Доктор (и доктора после него) думал, что он уничтожил Галлифрей, и стыдился того, чего на самом деле не совершал.
В девятом сезоне нового сериала выяснилось, что Галлифрей вернулся из карманной вселенной, но ради собственной безопасности Повелители Времени спрятали свою планету на самом краю Вселенной. Они заманили туда Доктора,  чтобы узнать у него о Гибриде. Он узнал это и при помощи воскресшей Клары сбежал с Галлифрея, украв ТАРДИС, которую позже выкрала Клара.
В истории «Спайфолл» (2020) Доктор посещает разрушенный Галлифрей, а Мастер рассказывает, что причиной разрушения стал он. В эпизоде «Вечные дети» (2020) взрыв «частицы смерти» уничтожает всю органику на планете.

## На экране
Мало что осталось без внимания в истории собственно планеты из того, что появлялось в оригинальных сериях (1963—1989 гг). В серии 2005 года «Конец света» Девятый Доктор утверждает, что его родная планета была уничтожена в войне и что он — последний из Повелителей Времени. Но, как бы то ни было, этот эпизод показывает, что Повелителей помнят в далёком будущем, хотя, со временем, и это знание будет утеряно. Когда Десятый Доктор прибывает в конец вселенной, то название его расы не вызывает ни у кого никаких ассоциаций.
Впоследствии в серии «Далек» обнаруживается, что Последняя Великая Временная Война была борьбой между Повелителями и далеками, закончившейся уничтожением обеих рас; только двое противников выжили: Доктор и единственный далек, который провалился сквозь время и рухнул на Землю. В конце этого эпизода, когда выживший далек самоуничтожается, оставшийся Доктор надеется, что он — единственный выживший во Временной Войне. Тем не менее далеки вернулись как в заключительном двухсерийном эпизоде 2005 года, «Плохой волк» / «Пути расходятся», так и в заключительном эпизоде 2006 года, «Армия призраков» / «Судный день», поэтому и судьба Повелителей Времени может быть не столь определённа, как считает Доктор.
В серии «Сбежавшая невеста» Доктор впервые упоминает название своей планеты с тех пор, как начался новый сериал, чем вызывает ярость императрицы ракноссов.
В серии «Пробка» Доктор получает сообщение от умирающего древнего существа по имени Лицо Бо: «Ты не один». Впоследствии, в серии «Утопия», он наконец узнаёт, что это сообщение означает — его заклятый друг Мастер, тоже Повелитель Времени, ещё жив. В серии «Последний Повелитель Времени» Мастер погибает от выстрела жены и, несмотря на мольбы Доктора, отказывается регенерировать. Доктор затем кремирует тело Мастера на костре. И тем не менее Мастер возвращается, с помощью своих соратников, в рождественском спецвыпуске «Конец времени». В конце серии он исчезает вместе с падающим на Землю Галлифреем.
Также у Доктора появилась дочь, которая тоже является галлифрейцем, но не является Повелителем Времени (хоть и может им стать, совершив путешествие во времени или же побывав у Временной Воронки). В эпизоде «Дочь Доктора» она умирает от выстрела, но после того, как Доктор улетел, она восстановилась, не изменив внешность, и улетела к звёздам. Не уточнялось, было ли это характерной для Повелителей Времени регенерацией либо побочным действием устройства по терраформированию.
Кроме того, Ривер Сонг, чьё зачатие произошло внутри ТАРДИС Доктора, имеет возможность к регенерации. Она является Повелителем Времени — человеком, в то время, как Доктор является Повелителем Времени — галлифрейцем.